# 雁江白佛寺石刻
雁江白佛寺石刻位於四川省資陽市雁江區，文物遺址年代判定為清。2012年7月16日公佈為第八批四川省文物保護單位。
雁江白佛寺石刻位於四川省資陽市雁江區伍隍鎮五里村。該石刻分佈在長46米、寬3.8米的崖壁上，上刻男性生殖器，是當時該地村民對男根崇拜的象徵，在整個半山崖上足有上千余根。在摩崖石刻中部有窟盒1個，長2.3米、高1.7米、深1.1米，後壁鑿有一觀音二弟子。白佛寺石刻是典型的清代摩崖石刻作品，對於研究清代的歷史、文化、科學、石刻藝術和宗教信仰，都具有較高的價值。